# فرانسوا اوژیرا
فرانسوا اوژیرا (به فرانسوی: François Augiéras) نویسنده و هنرمند قرن بیستم میلادی اهل فرانسه بود.